# L-アミノ酸オキシダーゼ
L-アミノ酸オキシダーゼ(L-amino-acid oxidase)は、アミノ酸代謝酵素の一つで、次の化学反応を触媒する酸化還元酵素である。
L-アミノ酸 + H2O + O2 {\displaystyle \rightleftharpoons } 2-オキソ酸 + NH3 + H2O2
反応式の通り、この酵素の基質はL-アミノ酸とH2OとO2、生成物は2-オキソ酸とNH3とH2O2である。補因子としてFADを用いる。
組織名はL-amino-acid:oxygen oxidoreductase (deaminating)である。